# Hagetaubin
Hagetaubin település Franciaországban, Pyrénées-Atlantiques megyében. Lakosainak száma 570 fő (2022. január 1.). Hagetaubin Arthez-de-Béarn, Casteide-Candau, Labeyrie, Lacadée, Mesplède, Morlanne, Pomps és Saint-Médard községekkel határos.

## Népesség
A település népességének változása:
| Lakosok száma | 542  | 575  | 593  | 600  | 578  | 571  | 576  | 578  | 573  | 570  |
|               | 2010 | 2013 | 2015 | 2016 | 2017 | 2018 | 2019 | 2020 | 2021 | 2022 |